# Alberto Morillas
Alberto Morillas (Sevilla, 1950) é um perfumista espanhol. Criador de mais de 250 fragrâncias iniciou seu trabalho aos 18 anos ao ser contratada pela Firmenich, uma das maiores empresas do mundo na criação de perfumes.É criador de CK One de Calvin Klein,  além do aclamado pela critica,  "Versace pour Homme" da casa Versace e teve parcerias com as empresas Yves Saint Laurent, Thierry Mugler, Kenzo, Carolina Herrera, Ralph Lauren, The Estee Lauder Companies, Giorgio Armani, Givenchy, Bulgari, Van Cleef & Arpels e Lanvi.

## Portfolio
- Calvin Klein CK One (1994)[3]
- Estée Lauder Pleasures (1995)[4][5]
- Givenchy Pi (1998)[6]
- Giorgio Armani Acqua di Gio (1996)[3]
- Giorgio Armani Acqua di Gio Pour Homme[7]
- Kenzo Flower (2000)[8][9]
- Tommy Hilfiger Tommy[10][11]
- Marc Jacobs Daisy[12][13]
- Valentino Valentina (2011)[3]
- Versace Pour Homme[14]
- Gucci Bloom[15]
- Gucci Bloom Acqua di Fiori (2018)[16]
- Gucci Bloom Nettare di Fiori[12]
- Gucci Guilty Absolute[17]
- Gucci Guilty Absolute Pour Femme[18]
- Titan Skinn[19]
- Eric Buterbaugh Apollo Hyacinth (2015)[20]
- Eric Buterbaugh Fragile Violet (2015)[21]
- Eric Buterbaugh Kingston Osmanthus (2016)[21]
- Bulgari Omnia (2003)[22]
- Bulgari Goldea (2017)[23]
- Bulgari Man Wood Essence (2018)[24]
- Bulgari Omnia Pink Sapphire (2018)[25]
- By Kilian Good Girl Gone Bad (2012)[26]
- By Kilian Good Girl Gone Bad Extreme (2017)[27]
- By Kilian Musk Oud[28]
- Le Labo Vanille 44[29]
- Mizensir Bois De Mysore[4]
- Mizensir L'Envers Du Paradis[4]
- Mizensir Little Bianca[4]
- Mizensir Sweet Praline[10]
- Mizensir Vanilla Bergamot[10]
- Mizensir Eau De Gingembre[10]
- Must de Cartier (1975)[10]
- Penhaligon's Iris Prima (2013)[30]
- Thierry Mugler Cologne[31][32]
- Zara Home Aqua Bergamota (2016)[33]
- Zara Home Evitorial Twist (2016)[33]
- Fragrance One Office For Men (2018)
- O Boticário Malbec Bleu (2021)
- Fragrance One Black Tie (2021)